# Comarca de Almarza
La de Almarza es una comarca del norte de la provincia de Soria (Castilla y León, España). Está formada por municipios  de la Mancomunidad de los 150 Pueblos de la Tierra de Soria, de cuyos antiguos sexmos deriva, excepto La Losilla y Carrascosa de la Sierra, que también son de esta comarca, puesto que pertenecen a la cuenca hidrográfica del Duero.

## Municipios
- Aldealices
- Aldealseñor
- Almajano
- Almarza
- Arévalo de la Sierra
- Ausejo de la Sierra
- Buitrago
- Carrascosa de la Sierra
- Castilfrío de la Sierra
- Cirujales del Río
- Estepa de San Juan
- Fuentelsaz de Soria
- La Losilla
- La Póveda de Soria
- Los Villares de Soria
- Narros

## Geografía
Limita por el noroeste con la sierra de Pineda, que la separa de la comarca riojana de Cameros (subcomarca del Camero Viejo); por el sur con el Campillo de Buitrago y la sierra del Almuerzo, que la separan de  la comarca de Frentes; por el este con las sierras de Montes Claros, de la Calva, de Valdelaya y del Almuerzo, que la separan de Tierras Altas; y por el oeste con la sierra de Tabanera, que la separa de El Valle y La Vega Cintora.

Por su interior discurren el Tera y otros ríos menos nombrados como el Merdancho. En esta comarca se halla el bosque de acebos posiblemente más grande de la península ibérica, el Acebal de Garagüeta, concretamente en el término municipal de Arévalo de la Sierra.

### Comunicaciones
La atraviesa la carretera  N-111 , que es su única vía importante.

### Vegetación y fauna
Aparte del acebal de Garagüeta, la vegetación arbórea está compuesta por otras acebedas; pequeñas zonas forestales como rebollares y hayedos; algunos carrascales; forestaciones de coníferas; robles albares, y en el río Tera fresnedas, junto a avellanos, abedules y arces dispersos. La fauna susceptible de ser protegida está representada por la mariposa apolo, el lagarto verde occidental, el nóctulo pequeño y el mayor, el murciélago de bosque, el ciervo volante, el caracol de Quimper, el desmán ibérico, el visón europeo, el cangrejo de río europeo y la hormiguera oscura.
La comarca tiene parte de su espacio incluido en la Red Natura 2000, concretetamente formando parte del LIC Oncala-Valtajeros, del de Riberas del Río Duero y afluentes, del de Sierras de Urbión y Cebollera y de la ZEPA Sierra de Urbión.

## Historia

### Euskera y vascones
Según estudios epigráficos recientes, la presencia del euskera, y por consiguiente de vascones, en el norte de la provincia de Soria, es anterior a que se impusiese una lengua céltica, y después latina en la zona, y también anterior a todos los hallazgos epigráficos, encontrados hasta el presente en euskera, en La Rioja, el País Vasco o Navarra.

### Reino de Pamplona
Según el documento nº 166 del cartulario de San Millán de la Cogolla, en 1016, se estableció un acuerdo entre el Rey de Pamplona, Sancho III el Mayor, y el Conde de Castilla, Sancho García, en el que se establecía la frontera sur del Reino de Pamplona con Castilla en Garray (situado al norte de Soria capital), quedando dentro del Reino de Pamplona la zona norte de la provincia de Soria. Esa inclusión en el Reino de Pamplona fue importante, para el aumento del número de vascos en la comarca de Almarza.

### Estudio genético: ADN propio de los vascos
Un estudio genético elaborado en 2017, por los departamentos de Genética Humana y de Estadística, de la Universidad de Oxford (Reino Unido), la Fundación Pública Gallega de Medicina Genómica de Santiago de Compostela y el Grupo de Medicina Genómica de la Universidad compostelana, determinó que los sorianos de la zona norte de la provincia, en la que se incluyen las comarcas de las Tierras Altas, Almarza, El Valle y La Vega Cintora, y Pinares, son de ADN vasco.

## Patrimonio
En la comarca encontramos los siguientes Bienes de Interés Cultural: la Casa de la Media Naranja (Narros); la torre y palacio medieval de Aldealseñor; el castro de Zarranzano (Cubo de la Sierra); la casa fuerte, convento e iglesia de San Gregorio (Almarza); la casa-palacio del marqués de Vadillo (Tera); el dolmen de San Gregorio (Almarza); y la iglesia de San Bonifacio (Espejo de Tera).